# Айи-сюр-Нуа
Айи́-сюр-Нуа́ (фр. Ailly-sur-Noye) — коммуна на севере Франции, регион О-де-Франс, департамент Сомма, округ Мондидье, центр одноименного кантона. Расположена в 19 км к югу от Амьена и в 10 км от автомагистрали А16 "Европейская", на берегу реки Нуа. В центре коммуны находится железнодорожная станция Айи-сюр-Нуа линии Париж-Лилль.
Население (2018) — 2 835 человек.

## Достопримечательности
- Церковь Святого Мартина конца XIX века, сочетание неороманского стиля и неоготики

## Экономика
Структура занятости населения:
- сельское хозяйство — 1,8 %
- промышленность — 27,7 %
- строительство — 2,2 %
- торговля, транспорт и сфера услуг — 33,9 %
- государственные и муниципальные службы — 34,4 %

Уровень безработицы (2017) — 12,1 % (Франция в целом — 13,4 %, департамент Сомма — 15,9 %). 

Среднегодовой доход на 1 человека, евро (2018) — 22 270 (Франция в целом — 21 730, департамент Сомма — 20 320).

## Демография
Динамика численности населения, чел.

## Администрация
Пост мэра Айи-сюр-Нуа с 2020 года занимает Пьер Дюран (Pierre Durand). На муниципальных выборах 2020 года возглавляемый им левый список победил в 1-м туре, получив 57,36 % голосов.
| Период | Период | Фамилия           | Партия                  | Примечания               |
| ------ | ------ | ----------------- | ----------------------- | ------------------------ |
| 1974   | 1995   | Филипп Веруа      |                         |                          |
| 1995   | 2008   | Фредди Верек      | Социалистическая партия |                          |
| 2008   | 2020   | Мари-Элен Марсель | Разные правые           | государственный служащий |
| 2020   |        | Пьер Дюран        | Разные левые            |                          |

## Галерея

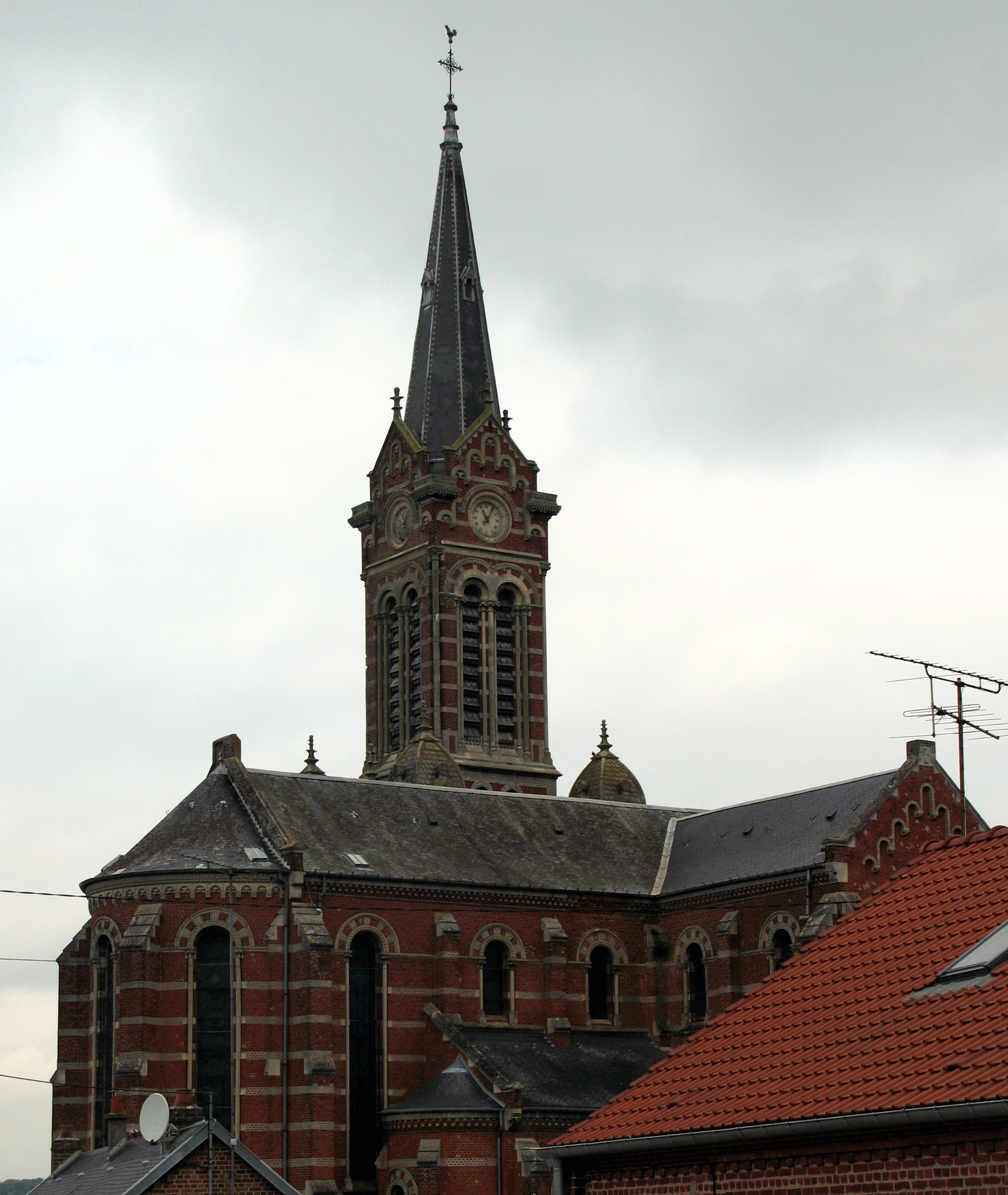
Церковь Святого Мартина
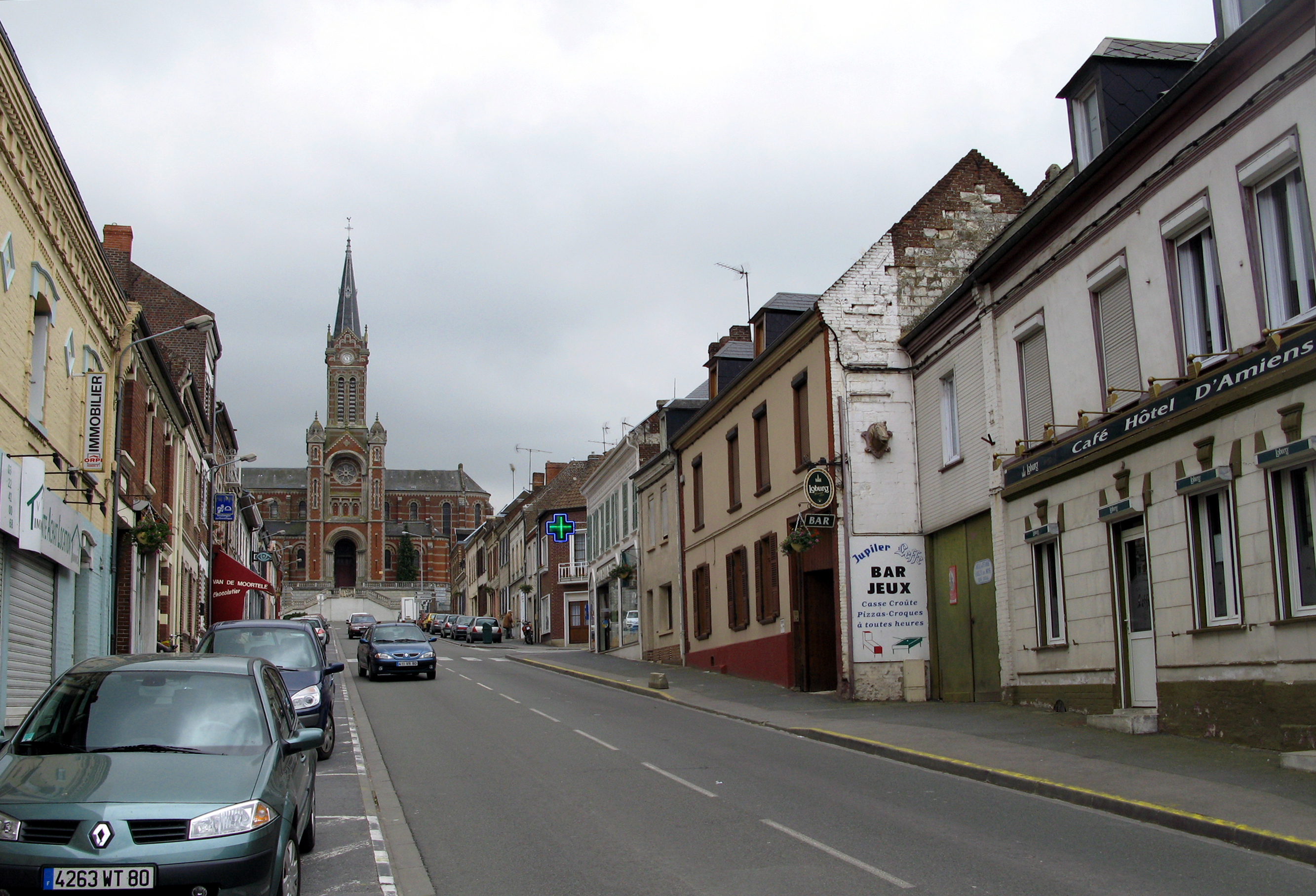
Центральная улица Святого Мартина